# Амелія (острів)
Амелія (англ. Amelia Island) — острів біля атлантичного узбережжя США. Один з найпівденніших в ланцюзі бар'єрних островів, що простягається від Південної Кароліни до Флориди. Територіально відноситься до штату Флорида, округ Нассау. На острові розташований адміністративний центр округу Нассау, місто Фернандіна-Біч.

## Географія
Острів розташований на крайньому північному сході штату Флорида, приблизно за 50 км від Джексонвілла. Довжина острова з півночі на південь 21,7 км, ширина коливається від півкілометра до трьох кілометрів. Загальна площа острова 47,1 км², з яких приблизно 18 км² припадають на територію міста Фернандіна-Біч. Крім Фернандіна-Біч, на острові розташований ще один населений пункт — селище Амелія.

### Клімат
Клімат Амелії характеризують м'яка зима, прохолодні літні ночі і мінімум опадів (більше в літні та осінні місяці, менше весняні), що перетворює острів на курорт для будь-якого часу року. Температура води коливається від 13 С в січні і лютому до 29 С в серпні.
На острові розташовані два курорту міжнародного класу: Амелія-Айленд-Плантен (англ. Amelia Island Plantation) і готель мережі «Ritz-Carlton».

### Тваринний світ
На узбережжі острова відкладають яйця морські черепахи. Біля берегів Амелії можна зустріти дельфінів, ламантинів, а іноді і перебувають під загрозою зникнення північних гладких китів.
Серед птахів Амелії можна відзначити велику блакитну чаплю, білу американську чаплю, віргінського пугача, білоголового орлана, скопу і колібрі.

## Історія
Близько 1000 року на острові поселилися індіанські племена, які належать до групи племен тимукуа. В ту епоху острів називався Напоїка. У 1562 році на острові з'являється перший європеєць. Ним став французький дослідник Жан Рібо. Рібо назвав острів Іль-де-Мар. Через три роки іспанці витіснили французів з Флориди; у цій боротьбі загинули Рібо і ще приблизно 350 французьких колоністів. У 1575 році іспанські францисканці засновали на острові католицьку місію Санта-Марія. Сам острів також перейменовано на Санта-Марію. Місія декілька разів припиняла і відновлювала свою діяльність, востаннє у 1702 році, коли острів був захоплений спільними британцями. Губернатор Джорджії Джеймс Оглторп перейменував острів на честь принцеси Амелії, дочки Георга II, хоча формально острів ще залишався іспанським володінням.
Пізніше Оглторп укладає з іспанською колоніальною владою договір про передачу острова британській короні, але король Іспанії скасовує цей договір. В 1763 році, після перемоги Британії в Семирічній війні, острів разом з Флоридою переходить під контроль Великої Британії. У 1783 році, за умовами Версальського договору, Флорида була повернута Іспанії, а всі британські колоністи, які не дали присягу іспанському королю, повинні були покинути її територію у 18-місячний термін. У 1811 році закладено місто Фернандіна, названий на честь короля Іспанії Фердинанда VII.

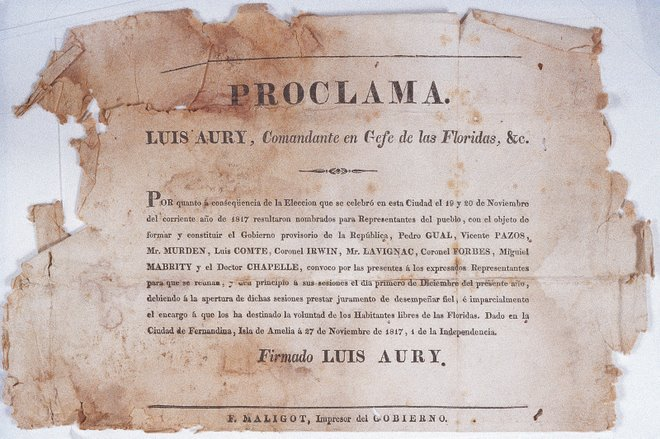
Підписана Луї Орі прокламація про результати виборів у самопроголошеній Республіці Флориді 27 листопада 1817 року

В ході війни 1812-14 років контроль над островом захопили повстанці, які заручилися підтримкою президента США Джеймса Медісона і губернатора Джорджії Метьюза. Над островом був піднятий прапор «Патріотів Амелія-Айленд», який незабаром замінений на прапор США. У 1813 році іспанські сили змусили американців знову залишити острів.
29 червня 1816 року шотландський найманець і авантюрист Грегор Мак-Грегор з 55 мушкетерами захоплює іспанський форт Сан-Карлос і піднімає над островом прапор з зеленим хрестом, свій родовий прапор. Іспанці змушують Мак-Грегора піти з острова, але в боротьбу за контроль над Амелією вступають американські іррегулярні загони, організовані колишнім конгресменом від штату Пенсільванія Джеймсом Ірвіном. У 1817 році французький флібустьєр Луї Орі оголошує острів власністю Мексиканської республіки, але через три місяці американські війська захоплюють контроль над островом, яким США управляли кілька років від імені Іспанії. У 1821 році Флорида офіційно входить до складу США, а у 1845 році отримала статус двадцять сьомого штату.
В ході Громадянської війни в 1861-62 році на Амелії розпоряджаються конфедерати. Двічі в ході ревізії берегових укріплень острів відвідує генерал Лі. Федеральний контроль над островом був відновлений у березні 1862 року.
Оскільки Амелією почергово володіли вісім різних державних і квазідержавних утворень, включаючи Патріотів Амелія-Айленд, Мак-Грегора і Луї Орі, її називають Островом Восьми Прапорів; під цією назвою вона часто фігурує в туристичних довідниках.